# Liesle
Liesle ist eine französische Gemeinde mit 558 Einwohnern (Stand: 1. Januar 2022) im Département Doubs in der Region Bourgogne-Franche-Comté.

## Geographie
Liesle liegt auf 254 m, nordöstlich von Arc-et-Senans, etwa 25 Kilometer südwestlich der Stadt Besançon (Luftlinie). Das Haufendorf erstreckt sich am westlichen Rand des Juras, in einem Becken zwischen den Höhenzügen von Chanois im Westen und Bois du Peu im Osten, am Eintritt der Loue in das breite Val d’Amour.
Die Fläche des 16,54 km² großen Gemeindegebiets umfasst einen Abschnitt des westlichen französischen Juras. Der Hauptteil des Gebietes wird vom Becken von Liesle eingenommen, das auf durchschnittlich 260 m liegt und eine Breite von 3 km sowie eine Länge von 5 km aufweist. Das überwiegend von Acker- und Wiesland bestandene Becken wird vom Ruisseau au Saumont nach Süden zur Loue entwässert. Diese bildet die südliche Gemeindegrenze. Flankiert wird das Becken im Osten vom bewaldeten Höhenrücken von Bois du Peu (443 m) und Chataillon (425 m). Dieser Höhenzug zieht sich von Quingey südwärts bis zum Durchbruch der Loue bei Rennes-sur-Loue. Im Westen wird das Becken vom Hügelzug des Chanois begrenzt, auf dem mit 467 m die höchste Erhebung von Liesle erreicht wird. Ganz im Westen hat das Gebiet Anteil an der ausgedehnten Waldfläche des Forêt de Chaux.
Nachbargemeinden von Liesle sind Fourg und Byans-sur-Doubs im Norden, Lombard und Mesmay im Osten, Buffard und Champagne-sur-Loue im Süden sowie Arc-et-Senans und Chissey-sur-Loue im Westen.

## Geschichte
Das Gemeindegebiet von Liesle war bereits während der gallorömischen Zeit besiedelt. Im Mittelalter bildete Liesle eine eigene Herrschaft. Zusammen mit der Franche-Comté gelangte das Dorf mit dem Frieden von Nimwegen 1678 an Frankreich.

## Sehenswürdigkeiten

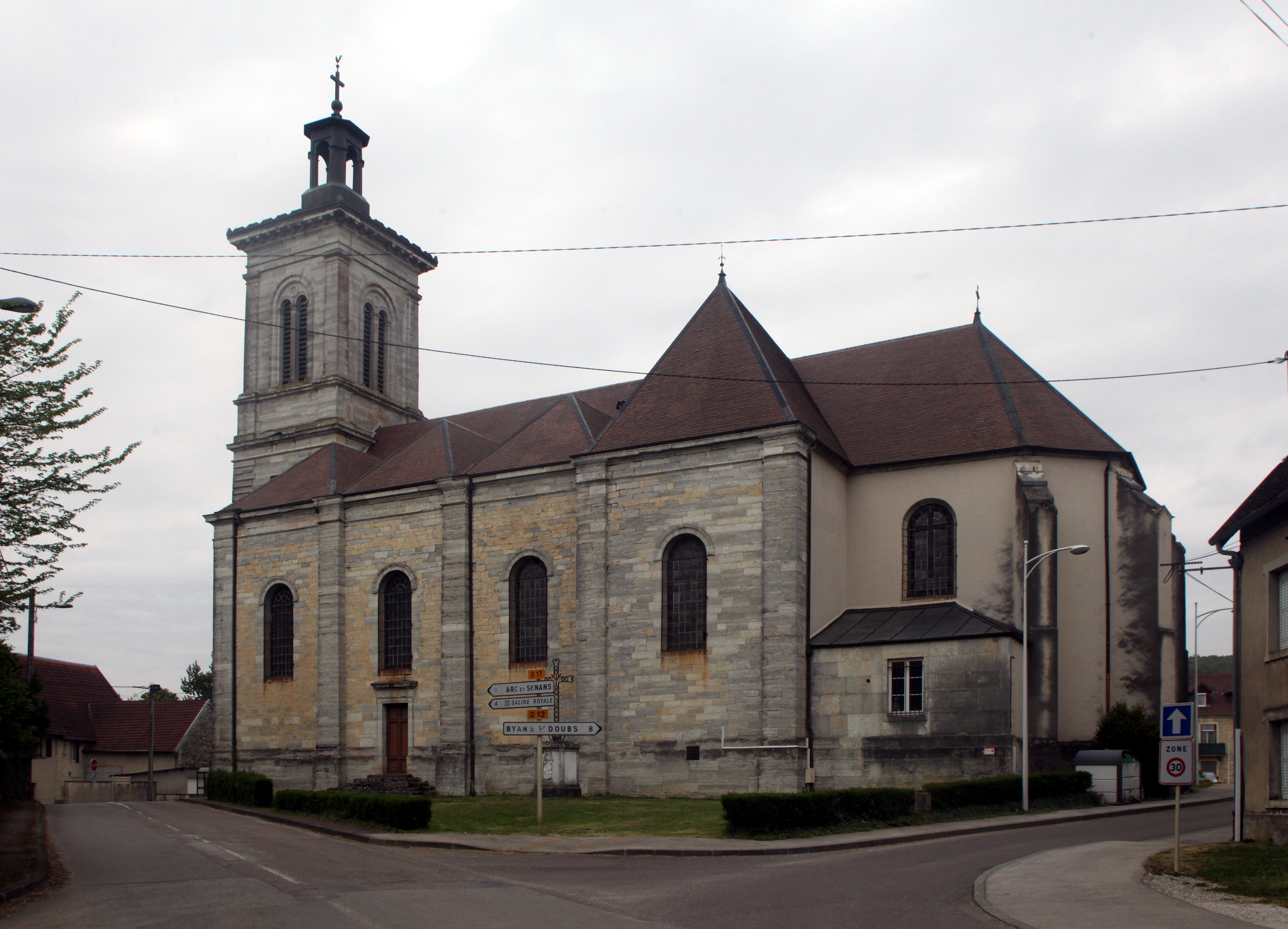
Kirche Saint-Étienne

Die Dorfkirche wurde 1841 an der Stelle eines früheren Gotteshauses errichtet, von dem der gotische Chor in den Neubau mit einbezogen wurde. Zu den weiteren beachtenswerten Bauten zählen das Château Marguet (heute eine Schule) und die Mühle Moulin de Larnaude.

## Bevölkerung
| Jahr                       | 1962 | 1968 | 1975 | 1982 | 1990 | 1999 | 2005 | 2017 |
| Einwohner                  | 559  | 546  | 503  | 495  | 572  | 552  | 529  | 533  |
| Quellen: Cassini und INSEE |      |      |      |      |      |      |      |      |

Mit 558 Einwohnern (Stand 1. Januar 2022) gehört Liesle zu den kleinen Gemeinden des Départements Doubs. Nachdem die Einwohnerzahl in der ersten Hälfte des 20. Jahrhunderts markant abgenommen hatte (1886 wurden noch 834 Personen gezählt), wurden seit Beginn der 1960er Jahre nur noch relativ geringe Schwankungen verzeichnet.

## Wirtschaft und Infrastruktur
Liesle war bis weit ins 20. Jahrhundert hinein ein vorwiegend durch die Landwirtschaft (Ackerbau, Obstbau, Weinbau und Viehzucht) und die Forstwirtschaft geprägtes Dorf. Die Wasserkraft der Loue wurde früher für den Betrieb einer Mühle genutzt. Heute gibt es einige Betriebe des lokalen Kleingewerbes. Mittlerweile hat sich das Dorf auch zu einer Wohngemeinde gewandelt. Viele Erwerbstätige sind Wegpendler, die in den größeren Ortschaften der Umgebung ihrer Arbeit nachgehen.
Die Ortschaft liegt abseits der größeren Durchgangsstraßen an einer Departementsstraße, die von Arc-et-Senans nach Quingey führt. Weitere Straßenverbindungen bestehen mit Buffard und Lombard. Liesle besitzt einen Bahnhof an der Eisenbahnstrecke von Besançon nach Mouchard.